# Доморобітниця
Економка (чол. економ) (грец. домоправитель, від oikia – «будинок», і nomos – «правило», «порядок») — жінка, що веде домашнє господарство в кого-небудь.
В чому полягає робота економки:
- прибирання приміщення та підтримання в ньому чистоти та порядку;
- закупівля продуктів та предметів першої необхідності;
- приготування їжі;
- догляд за домашніми рослинами та тваринами, коли такі є;
- а іноді ще й за дітьми господарів (хоча насправді це зовсім інша професія);
- облік та контроль витрачання коштів на господарювання.